# Ильичёв, Александр Семёнович
Александр Семёнович Ильичёв (1898—1952) — советский учёный в области горного дела, член-корреспондент АН СССР. Заслуженный деятель науки и техники РСФСР (1943), Горный генеральный директор III ранга.

## Биография

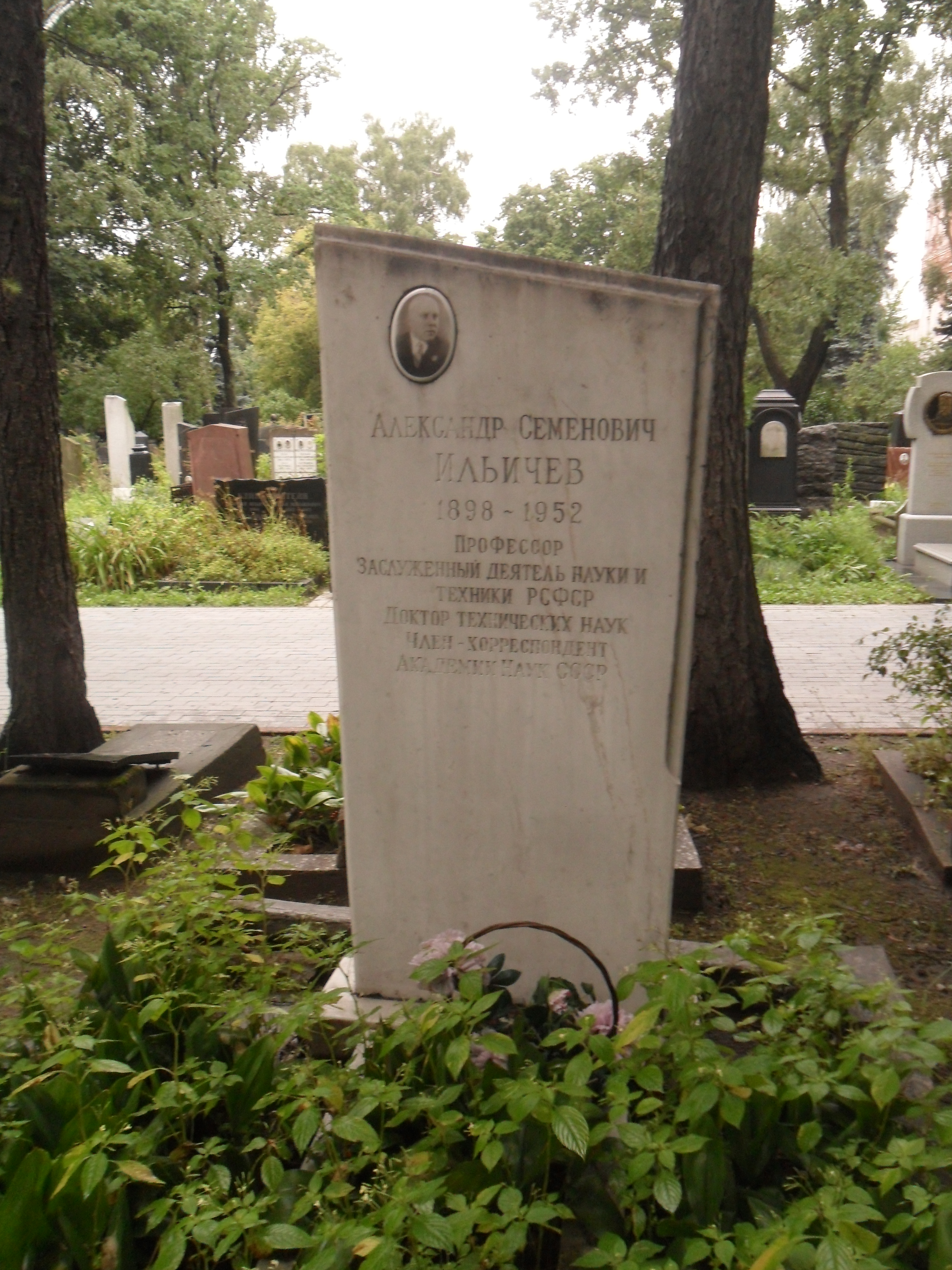
Могила Ильичёва на Новодевичьем кладбище Москвы.

Родился 12 апреля 1898 года в Москве в семье рабочего. Окончил гимназию экстерном, получив в 1917 г. в Московском учебном округе аттестат зрелости. В 1919 г. поступил в Московскую горную академию, в 1925 году окончил МГА со званием горного инженера по механической специальности. С 1925 по 1929 г. успешно работал в угольной промышленности, участвуя в создании крупнейших проектов нового шахтного строительства.
В 1929 г. ученым советом Московской горной академии был избран доцентом, а в 1930 г. — профессором кафедры горной механики, возглавляемой акад. М. М. Федоровым. После переезда последнего из Москвы в Киев, в Украинскую Академию наук, был избран в 1932 г. заведующим кафедрой горной механики Московского горного института (сегодня – Горный институт НИТУ «МИСиС»).
В 1939 году перешёл на работу в Институт горного дела АН СССР. В том же году избран членом-корреспондентом АН СССР.
В 1941 г. защитил докторскую диссертацию, представленную одной из его книг «Рудничные пневматические установки» и получившую комплиментарные отзывы академиков А. П. Германа и М. М. Федорова.
Умер 29 февраля 1952 года.
Похоронен в Москве на Новодевичьем кладбище (участок № 1).

## Научная и педагогическая деятельность
Внёс большой вклад в развитие горного дела в СССР. В области педагогики разработал все читаемые им курсы горной механики и уже в 1932 г. опубликовал первый систематизированный курс рудничного подъема («Рудничные подъемные машины»), а в 1935 г.— аналогичный курс по рудничной пневматике («Рудничные пневматические установки»). Эти две капитальные работы неоднократно переиздавались, незадолго до смерти А.С. Ильичёв подготовил к печати четвертое, заново переработанное издание последней книги. Обе книги являются оригинальными сочинениями по горной механике и обобщают многочисленные теоретические исследования автора в области рудничного подъема и рудничной пневматики.
В области рудничного подъема следует отметить разработанный А. С. Ильичевым метод выбора основных параметров бицилиндрокопических барабанов на основе выравнивания моментов вращения на валу барабана, что по существу является новым принципом расчета рудничных подъемных установок. Первый показал, что применение бицилиндроконических барабанов при опрокидных клетях дает существенный энергетический эффект даже в неглубоких шахтах, позволяя значительно снизить мощность двигателя вследствие устранения вредного влияния статической неуравновешенности концевых нагрузок в начале подъема путем соответствующего выбора отношения между крайними диаметрами барабана.
Впервые разработал научные основы стандартизации подъемных машин и стандарты подъемных машин, конструируемых в СССР, углубил теорию и расчет тормозных систем шахтной подъемной машины, предложил рациональный динамический режим управления подъемной машиной при скипах и опрокидных клетях, дал новую методику кинематического исследования этих подъемов, предложил оригинальные способы оценки уравновешенности рудничных подъемных установок с переменным радиусом навивки и новую методику расчета последних.
В работах по рудничным пневматическим установкам им дана простая термодинамическая теория компрессоров, оригинальная теория пневматических двигателей и исследован ряд новых вопросов: влияния вредного пространства на работу компрессоров при разных процессах, методы регулирования производительности компрессоров, влияние объема промежуточного холодильника на индикаторные диаграммы компрессора и др.
Опубликовал свыше 40 научных работ.

## Награды
- Заслуженный деятель науки и техники РСФСР (06.01.1943)
- Орден Ленина
- два ордена Трудового Красного Знамени (один - 10.06.1945)
- орден "Знак Почёта"
- медаль «За доблестный труд в Великой Отечественной войне»
- медаль «За восстановление угольных шахт Донбасса»
- Медаль «В память 800-летия Москвы»